# Joaquín Sabina

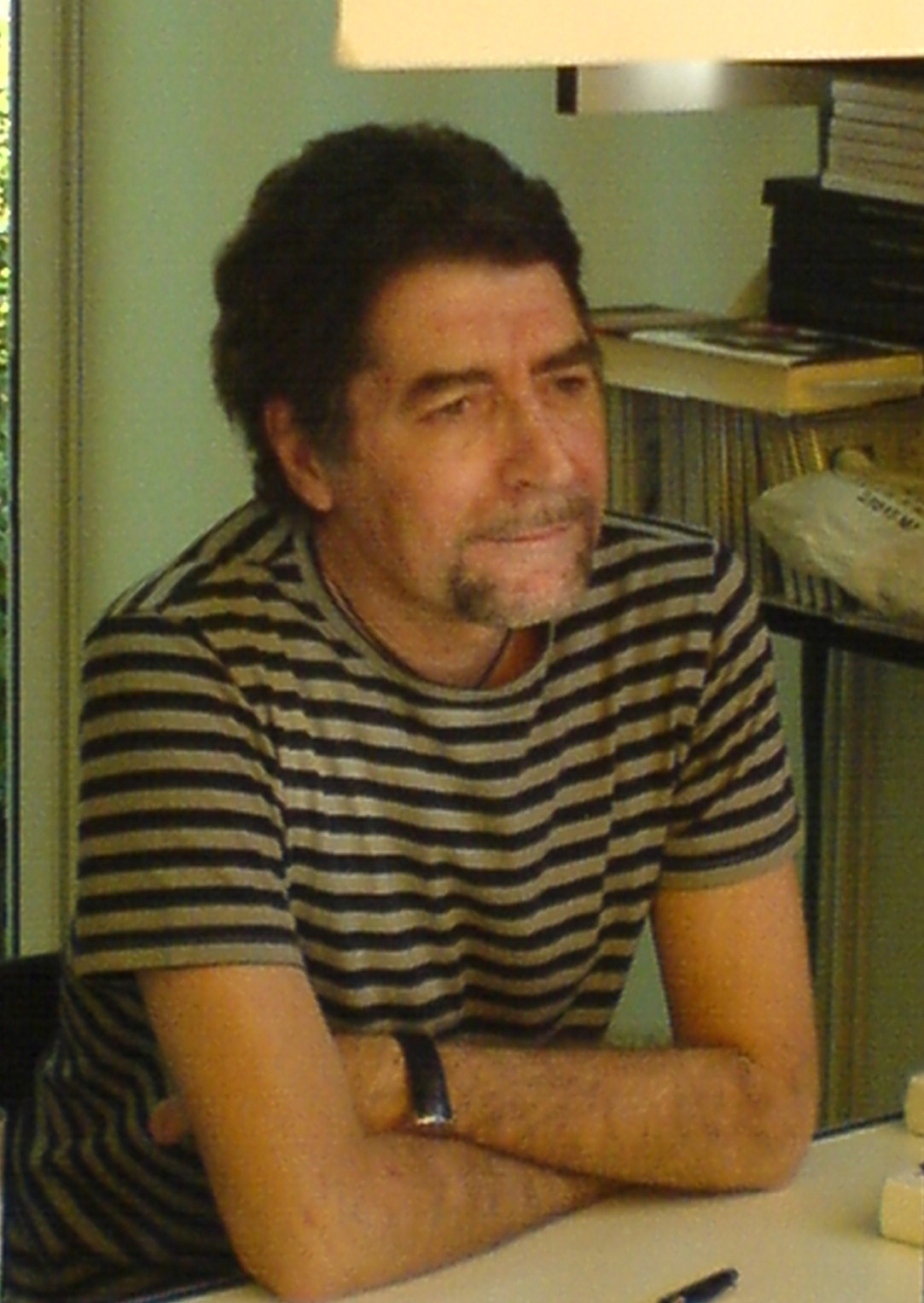
Joaquín Sabina (2007)

Joaquín Sabina (* 12. Februar 1949 in Úbeda, Spanien; vollständiger Name Joaquín Ramón Martínez Sabina) ist ein spanischer Liedermacher und Autor. Er gilt als eine der einflussreichsten Figuren des spanischen Folk-Rock der 1990er-Jahre. Bereits im Alter von 14 Jahren begann er Gedichte zu schreiben und, gemeinsam mit Freunden, zu komponieren. Gemeinsam mit Joan Manuel Serrat nahm er die Alben Dos pájaros de un tiro (2007) und La Orchestra del Titanic (2012) auf.

## Leben
Sabina studierte ab 1968 Romanische Philologie an der Universität von Granada. Aufgrund seiner Aktionen gegen das franquistische Regime musste er ins Exil gehen, zunächst nach Paris und später nach London. Dort schrieb er seine ersten Lieder, organisierte Theateraufführungen und trat mit anderen spanischen Exilanten auf.
Nach seiner Rückkehr nach Spanien 1977 arbeitete er zunächst als Journalist für die lokale Zeitung Última Hora und trat in Bars sowie bei politischen Veranstaltungen auf.

## Musikalische Karriere

### Die frühen Jahre und der Durchbruch
1976 veröffentlichte Sabina Memoria del exilio, ein Liederbuch, das die Grundlage für sein Debütalbum Inventario (1978) wurde. Sabinas zweites Album Malas compañías (1980) markierte seinen Durchbruch. Lieder wie Pongamos que hablo de Madrid wurden zu Klassikern und brachten ihm Aufmerksamkeit in Radio und Fernsehen. In dieser Zeit trat er häufig im Madrider Lokal La Mandrágora auf, wo er Javier Krahe und Alberto Pérez kennenlernte. Gemeinsam veröffentlichten sie 1981 das gleichnamige Album La Mandrágora.
Seine Zusammenarbeit mit Künstlern wie Ana Belén, Miguel Ríos und der Band Viceversa führte zu weiteren Erfolgen, darunter das Album Juez y parte (1985). Mit den Alben Hotel, dulce hotel (1987) und El hombre del traje gris (1988) erreichte Sabina große Popularität und begann ausgedehnte Tourneen in Lateinamerika.

### Höhepunkte und internationale Anerkennung
Im Jahr 1999 veröffentlichte Sabina das Album 19 días y 500 noches, das als eines der bedeutendsten Alben seiner Karriere gilt. Es brachte ihm den Premio Ondas ein und zählt zu den besten spanischen Rockalben laut Rolling Stone España. Seine Texte aus dieser Zeit kombinieren melancholische Poesie mit scharfer Ironie und sozialer Kritik.
Neben seinen musikalischen Erfolgen schrieb Sabina Soundtracks für Filme wie Torrente und Isi/Disi und veröffentlichte literarische Werke wie Con buena letra (2002).

### Spätere Werke und Rückkehr zur Bühne
Nach gesundheitlichen Problemen kehrte Sabina 2005 auf die Bühne zurück. Sein 2009 veröffentlichtes Album Vinagre y rosas erreichte dreifachen Platinstatus in Spanien. Er begann außerdem, seine zeichnerische Leidenschaft auszuleben, was zu den Publikationen Muy Personal (2013) und Garagatos (2016) führte. 2017 veröffentlichte er das Album Lo niego todo, produziert von Leiva und mit Texten des Dichters Benjamín Prado.

## Diskografie

### Studioalben
| Jahr | Titel Musiklabel                                   | Höchstplatzierung, Gesamtwochen, AuszeichnungChartsChartplatzierungen (Jahr, Titel, Musiklabel, Platzierungen, Wochen, Auszeichnungen, Anmerkungen) | Anmerkungen                                                    |
| Jahr | Titel Musiklabel                                   | ES | Anmerkungen                                                    |
| ---- | -------------------------------------------------- | --- | -------------------------------------------------------------- |
| 1978 | Inventario Movieplay                               | — |                                                                |
| 1980 | Malas compañías Epic Records                       | ES89 (1 Wo.)ES | Charteinstieg ES: 2007                                         |
| 1981 | La mandragora CBS Records                          | ES68 (9 Wo.)ES | Charteinstieg ES: 2005 mit Javier Krahe & Alberto Pérez        |
| 1984 | Ruleta rusa Epic Records                           | — |                                                                |
| 1985 | Juez y parte Ariola                                | ES— GoldES | mit Viceversa                                                  |
| 1986 | En directo Ariola                                  | ES54 Platin · (5 Wo.)ES | Charteinstieg ES: 2005 mit Viceversa                           |
| 1987 | Hotel, dulce Hotel Ariola (BMG)                    | ES64 ×2Doppelplatin · (10 Wo.)ES | Charteinstieg ES: 2005                                         |
| 1988 | El hombre del traje gris Ariola (BMG)              | ES72 ×2Doppelplatin · (10 Wo.)ES | Charteinstieg ES: 2005                                         |
| 1990 | Mentiras piadosas Ariola (BMG)                     | ES57 Platin · (12 Wo.)ES | Charteinstieg ES: 2005                                         |
| 1992 | Fisica y quimica Ariola (BMG)                      | ES31 ×10Zehnfachplatin · (24 Wo.)ES | Charteinstieg ES: 2005                                         |
| 1994 | Esta boca es mia Ariola (BMG)                      | ES54 ×10Zehnfachplatin · (12 Wo.)ES | Charteinstieg ES: 2005                                         |
| 1996 | Yo, mi, me, contigo Ariola (BMG)                   | ES98 ×8Achtfachplatin · (1 Wo.)ES | Charteinstieg ES: 2005                                         |
| 1998 | Enemigos íntimos Ariola (BMG)                      | ES— PlatinES | mit Fito Páez                                                  |
| 1999 | 19 días y 500 noches Ariola (BMG)                  | ES26 ×1717-fach-Platin · (24 Wo.)ES |                                                                |
| 1999 | Nos sobran los motivos Ariola (BMG)                | ES11 ×4Vierfachplatin · (32 Wo.)ES | Charteinstieg ES: 2005                                         |
| 2002 | Dímelo en la calle Ariola (BMG)                    | ES84 ×9Neunfachplatin · (1 Wo.)ES | Erstveröffentlichung: 28. Oktober 2002 Charteinstieg ES: 2007  |
| 2003 | Diario de un peatón Ariola (BMG)                   | ES— ×2DoppelplatinES | Erstveröffentlichung: 2003                                     |
| 2005 | Alivio de luto Ariola (BMG)                        | ES1 ×6Sechsfachplatin · (35 Wo.)ES | Erstveröffentlichung: 6. Dezember 2005                         |
| 2007 | Dos pájaros de un tiro Ariola (BMG)                | ES1 ×9Neunfachplatin · (91 Wo.)ES | Erstveröffentlichung: 27. November 2007 mit Joan Manuel Serrat |
| 2009 | Vinagre y rosas Ariola (SME)                       | ES1 ×6Sechsfachplatin · (96 Wo.)ES | Erstveröffentlichung: 17. November 2009                        |
| 2011 | 19 días y 500 noches – Edición especial Sony Music | ES9 (14 Wo.)ES | Erstveröffentlichung: 27. September 2011                       |
| 2012 | La orquesta del Titanic Sony Music                 | ES1 ×2Doppelplatin · (64 Wo.)ES | Erstveröffentlichung: 6. Februar 2012 mit Joan Manuel Serrat   |
| 2017 | Lo niego todo Sony Music                           | ES1 ×3Dreifachplatin · (156 Wo.)ES | Erstveröffentlichung: 10. März 2017                            |

grau schraffiert: keine Chartdaten aus diesem Jahr verfügbar

### Livealben
| Jahr | Titel                                   | Höchstplatzierung, Gesamtwochen, AuszeichnungChartsChartplatzierungen (Jahr, Titel, Platzierungen, Wochen, Auszeichnungen, Anmerkungen) | Anmerkungen                                                   |
| Jahr | Titel                                   | ES | Anmerkungen                                                   |
| ---- | --------------------------------------- | --- | ------------------------------------------------------------- |
| 2012 | En el Luna Park                         | ES13 Gold · (46 Wo.)ES | Erstveröffentlichung: 6. November 2012 mit Joan Manuel Serrat |
| 2015 | 500 Noches para una crisis – En directo | ES1 Platin · (57 Wo.)ES | Erstveröffentlichung: 2. März 2015                            |
| 2018 | Lo niego todo en directo                | — | Erstveröffentlichung: 26. Oktober 2015                        |

### Kompilationen
| Jahr | Titel                  | Höchstplatzierung, Gesamtwochen, AuszeichnungChartsChartplatzierungen (Jahr, Titel, Platzierungen, Wochen, Auszeichnungen, Anmerkungen) | Anmerkungen                              |
| Jahr | Titel                  | ES | Anmerkungen                              |
| ---- | ---------------------- | --- | ---------------------------------------- |
| 2006 | Punto… (1980-1990)     | ES14 Gold · (19 Wo.)ES | Erstveröffentlichung: 28. November 2006  |
| 2006 | …y seguido (1992–2005) | ES12 Gold · (19 Wo.)ES | Erstveröffentlichung: 28. November 2006  |
| 2014 | Esencial               | ES18 (55 Wo.)ES | Erstveröffentlichung: 16. Juni 2014      |
| 2015 | Puro Sabina            | ES15 (66 Wo.)ES |                                          |
| 2019 | Sabina. 70             | ES2 Gold · (70 Wo.)ES | Erstveröffentlichung: 20. September 2019 |
| 2022 | Sintiéndolo Mucho      | ES16 (14 Wo.)ES | Erstveröffentlichung: 16. Dezember 2022  |

### Singles
| Jahr | Titel Album                                                           | Höchstplatzierung, Gesamtwochen, AuszeichnungChartsChartplatzierungen (Jahr, Titel, Album, Platzierungen, Wochen, Auszeichnungen, Anmerkungen) | Anmerkungen            |
| Jahr | Titel Album                                                           | ES | Anmerkungen            |
| ---- | --------------------------------------------------------------------- | --- | ---------------------- |
| 1999 | 19 días y 500 noches                                                  | ES2 ×3Dreifachplatin · (10 Wo.)ES |                        |
| 2002 | Benditos malditos –                                                   | ES7 (5 Wo.)ES |                        |
| 2003 | Motivos de un sentimiento (Himno centenario del Atlético de Madrid) – | ES1 (40 Wo.)ES |                        |
| 2009 | Tiramisú de limón Vinagre y rosas                                     | ES36 (7 Wo.)ES |                        |
| 2011 | Cuenta conmigo La orquesta del Titanic                                | ES4 (4 Wo.)ES | mit Joan Manuel Serrat |
| 2012 | Hoy por ti, mañana por mí La orquesta del Titanic                     | ES22 (1 Wo.)ES | mit Joan Manuel Serrat |
| 2012 | Y nos dieron las diez –                                               | ES43 ×2Doppelplatin · (1 Wo.)ES |                        |
| 2014 | Por las venas Dani Martín                                             | ES31 (1 Wo.)ES | mit Dani Martín        |
| 2017 | Lo niego todo                                                         | ES31 Gold · (2 Wo.)ES |                        |

Weitere Singles
- 1985: Princesa (ES: Gold)
- 1987: Pacto entre caballeros (ES: Gold)
- 1988: ¿Quién me ha robado el mes de abril? (ES: Platin)
- 1992: La del Pirata Cojo (ES: Gold)
- 1996: Contigo (ES: Platin)
- 1999: Y sin embargo (ES: Gold)
- 2000: Nos sobran los motivos (ES: Gold)
- 2002: La Canción Más Hermosa del Mundo (ES: Gold)
- 2020: Partido a Partido (mit Leiva, ES: Gold)
- 2021: Para Aute: Pasaba por Aquí (feat. Rozalén, Marwan, Pedro Guerra, Carlos Rivera, Xoel López, Ismael Serrano, Jorge Drexler, Dani Martín, Estopa, Vanesa Martín, Silvio Rodríguez & Abel Pintos, ES: Gold)
- 2022: Sintiéndolo Mucho (mit Leiva, ES: Gold)

### Videoalben
- 2003: En Concierto Teatro Gran Rex
- 2003: En Directo
- 2004: Sabina y Cía: Nos Sobran Los Mitivos (ES: Gold)
- 2007: Dos pájaros de un tiro

## Auszeichnungen für Musikverkäufe
| Goldene Schallplatte - Argentinien - 2005: für das Album Todos Hablan De Ti - Mexiko - 2015: für das Album 500 Noches para una crisis – En directo - 2012: für das Album La orquesta del Titanic - 2009: für das Album Vinagre y rosas - 2007: für das Album Dos pájaros de un tiro - Spanien - 2024: für das Lied Por delicadeza - Uruguay - 2013: für das Album La orquesta del Titanic Platin-Schallplatte - Argentinien - 1993: für das Album Mentiras piadosas - 1994: für das Album Esta boca es mia - 1996: für das Album Yo, mi, me, contigo - 1998: für das Album Enemigos íntimos - 2002: für das Album Dímelo en la calle - 2004: für das Videoalbum En Directo - 2004: für das Videoalbum Sabina y Cía: Nos Sobran Los Mitivos - 2004: für das Videoalbum En Concierto Teatro Gran Rex - 2007: für das Videoalbum Dos pájaros de un tiro (CD+DVD) - 2009: für das Album Vinagre y rosas - Uruguay - 1999: für das Album 19 días y 500 noches | 2× Platin-Schallplatte - Argentinien - 1999: für das Album 19 días y 500 noches - 2000: für das Album Nos Sobran Los Mitivos - 2005: für das Album Alivio de luto 4× Platin-Schallplatte - Argentinien - 1992: für das Album Fisica y quimica - 2007: für das Album Dos pájaros de un tiro 5× Platin-Schallplatte - Argentinien - 2007: für das Album Dos pájaros de un tiro (2CD+DVD) |

Anmerkung: Auszeichnungen in Ländern aus den Charttabellen bzw. Chartboxen sind in ebendiesen zu finden.
| Land/RegionAuszeichnungen für Musikverkäufe (Land/Region, Auszeichnungen, Verkäufe, Quellen) | Gold       | Platin         | Verkäufe  | Quellen |
| -------------------------------------------------------------------------------------------- | ---------- | -------------- | --------- | --- |
| Argentinien (CAPIF)                                                                          | Gold1      | 29× Platin29   | 1.302.000 | capif.org.ar (Memento vom 6. Juli 2011 im Internet Archive) AR2 (Memento vom 31. Mai 2011 im Internet Archive) |
| Mexiko (AMPROFON)                                                                            | 4× Gold4   | —              | 140.000   | amprofon.com.mx                                                                                                |
| Spanien (Promusicae)                                                                         | 16× Gold16 | 101× Platin101 | 9.065.000 | elportaldemusica.es ES2 ES3                                                                                    |
| Uruguay (CUD)                                                                                | Gold1      | Platin1        | 8.000     | Einzelnachweise                                                                                                |
| Insgesamt                                                                                    | 22× Gold22 | 131× Platin131 |           | |